# Ameerega silverstonei
Ameerega silverstonei е вид земноводно от семейство Дърволази (Dendrobatidae). Видът е застрашен от изчезване.

## Разпространение
Разпространен е в Перу.